# Goven
Goven är en kommun i departementet Ille-et-Vilaine i regionen Bretagne i nordvästra Frankrike. Kommunen ligger i kantonen Guichen som tillhör arrondissementet Redon. År 2022 hade Goven 4 326 invånare.

## Befolkningsutveckling
Antalet invånare i kommunen Goven
Referens:INSEE